# Direito de retorno
A expressão  direito de  retorno refere-se a um princípio de  direito internacional, estabelecido na Declaração Universal de Direitos Humanos e no Pacto Internacional de Direitos Civis e Políticos, segundo o qual qualquer pessoa tem o direito de retornar ao seu país de origem.
Esse princípio é tomado em especial consideração nas leis de imigração de  alguns países, visando facilitar ou encorajar a volta de cidadãos dispersos.